# Майер, Лорен Этаме
Лоре́н Этаме́ Майе́р (фр. Lauren Étamé Mayer; 19 января 1977, Криби, Камерун), более известный как Лоре́н — камерунский футболист, защитник.

## Клубная карьера
Лорен родился в Камеруне, в семье беженцев из Экваториальной Гвинеи. В трёхлетнем возрасте он вместе с родителями переехал в Испанию.
Свою карьеру футболиста камерунец начал в 1995 году в «Утрере», затем перешёл в резервную команду «Севильи», за которую также провёл один сезон.
После успешного сезона 1997/98 в «Леванте» Этаме присоединился к «Мальорке», которую в тот период тренировал Эктор Купер. С «Мальоркой» Лорен дошёл до финала Кубка обладателей кубков УЕФА 1998/1999.
Летом 2000 года Лорен перешёл в лондонский «Арсенал» за 7,2 миллиона фунтов. За свою новую команду он дебютировал, выйдя на замену в матче против «Сандерленда» 19 августа 2000, а первый гол забил всего два дня спустя в игре с «Ливерпулем». Первый сезон в лондонском клубе вышел не очень удачным для камерунца из-за обилия травм. Но уже на следующий год Лорен стал неотъемлемой частью защитной линии команды, сумевшей выиграть в том сезоне чемпионат и кубок Англии.
В сезоне 2002/03 Лорен получил травму икроножной мышцы и вынужден был пропустить большую часть сезона. По итогам сезона 2003/04 Этаме вошёл в команду года по версии ПФА, а его команда стала чемпионом, при этом не проиграв ни в одном матче.
18 января 2007 Лорен подписал 2,5 годичный контракт с «Портсмутом». Трансфер обошёлся «Портсмуту» в 500 тысяч фунтов.
Этаме дебютировал 20 января 2007 года в матче с «Чарльтоном». За «Портсмут» он провёл 25 матчей и стал обладателем Кубка Англии 2008 года. В июне 2009 года у Лорена истёк срок контракта с «Портсмутом», и он стал свободным агентом.
15 марта 2010 года «Кордова» заключила контракт с камерунцем. За испанцев Лорен сыграл 5 матчей, а по окончании сезона завершил карьеру.

## Карьера в сборной
Имея возможность выступать как за сборную Испании, так и за сборную Камеруна, Лорен в 1998 году решил принять приглашение своей исторической родины и был включён в состав на Чемпионат мира по футболу 1998 во Франции. Однако дебют на турнире вышел провальным: выйдя на замену, Лорен тут же получил красную карточку.
В 2000 году Лорен выиграл Кубок африканских наций, а также выиграл золотую медаль Олимпийских игр в Сиднее.
В 2002 году Лорен во второй раз стал обладателем Кубка африканских наций, забив в серии послематчевых пенальти в финале против сборной Сенегала.
Всего в составе сборной Лорен провел 25 матчей.

## Достижения

### Командные
«Мальорка»
- Обладатель Суперкубка Испании (1): 1998

«Арсенал»
- Английская Премьер-лига (2): 2001/02, 2003/04
- Обладатель Кубка Англии (3): 2002, 2003, 2005
- Обладатель Суперкубка Англии (2): 2002, 2004

«Портсмут»
- Обладатель Кубка Англии (1): 2008

Сборная Камеруна
- Олимпийский чемпион (1): 2000
- Обладатель Кубка африканских наций (2): 2000, 2002

### Личные
- Лучший игрок Кубка африканских наций (1): 2000
- Команда года по версии ПФА (1): 2004